# USS Walke (DD-416)
Pour les autres navires du même nom, voir USS Walke.
L'USS Walke (DD-416) est un destroyer de classe Sims en service dans l'US Navy pendant la Seconde Guerre mondiale. Il fut baptisé sous le nom de Henry A. Walke (en), un Rear admiral de l'US Navy.
Sa quille est posée le 31 mai 1938 au chantier naval de Boston, dans le Massachusetts. Il est lancé le 20 octobre 1939, parrainé par Mme Clarence Dillon (petite-nièce d'Henry Walke); et mis en service le 27 avril 1940.

## Historique
L'été suivant sa mise en service, le destroyer navigue au Brésil et en Argentine, passant le reste de l'année 1941 dans les Caraïbes et l'Atlantique Nord, notamment en y effectuant des patrouilles de neutralité et en menant des opérations mineure entre la côte est des États-Unis et l'Islande.
En décembre 1941, peu après l'entrée des États-Unis dans la Seconde Guerre mondiale, le Walke se rendit dans le Pacifique pour prendre part aux combats débutant contre le Japon. Il accompagna le porte-avions Yorktown lors de ses premières actions dans le Pacifique central et sud. Pendant la bataille de la mer de Corail au début de mai, il opéra avec le groupe de soutien des croiseurs et des destroyers qui subirent les attaques des bombardiers terrestres japonais et américains, heureusement sans dommages significatifs pour les navires.
Après une révision, le Walke retourna dans le Pacifique Sud en septembre 1942 pour soutenir la campagne en cours à Guadalcanal. Après deux mois d'escorte, il fut attaché au groupe de combat du Contre-amiral Willis A. Lee et envoyé en mission pour empêcher les Japonais de bombarder l'aérodrome américain de Guadalcanal. Au cours de la deuxième grande opération de surface de la bataille navale de Guadalcanal, le 15 novembre 1942, le Walke fut coulé à la position 9° 13′ 27″ S, 159° 44′ 56″ E, par des torpilles et des tirs japonais, avec la perte [82 hommes] de plus d'un tiers de son équipage.

## Décorations
Le Walke a reçu trois Service star pour son service pendant la Seconde Guerre mondiale.